# Она (фильм, 1935)
«Она» (англ. She) — американский чёрно-белый фильм 1935 года, снятый в жанре приключенческое фэнтези. Седьмая из десяти экранизаций одноимённого романа Генри Райдера Хаггарда (1887). Также в сценарий включены сцены из следующих трёх книг серии: «Аэша» (1905), «Она и Аллан» (1921) и «Дочерь Мудрости» (1923).

## Сюжет
Лео Винси срочно вызван из Америки в родовое поместье семьи в Англии, где его умирающий дядя Джон Винси и профессор Гораций Холли рассказывают, что их предок, также по имени Джон Винси, нашел источник вечной молодости 500 лет назад, но из экспедиции вернулась только его жена.
Винси и Холли, руководствуясь старой картой, отправляются в путешествие по замерзшим пустошам Арктической Сибири, а проводник по имени Тагмор и его дочь Таня присоединяются к ним в их поисках. Тагмор погибает, соблазнившись поиском золота, которое замёрзло рядом с горой, пострадавшей от лавины. Вскоре троица обнаруживает таинственный город Кор, на подступах к которому на них нападают каннибалы, но их спасают Та, Которой Нужно Повиноваться (Она), и Её министр Биллали.
Королева Она верит, что Лео — это реинкарнация Джона Винси, её возлюбленного много столетий назад, и решает сделать его бессмертным, как она сама, чтобы править этой Шангри-Ла в вечной молодости. Выясняется, что она сама убила Джона в приступе ревности 500 лет назад. Таня предупреждает Лео, что ничто человеческое не может жить вечно. Во время проведения церемонии Она просит Лео шагнуть с ней в Пламя Жизни, чтобы они могли стать бессмертными, и при этом всячески отвлекает мужчину от того, что Таню используют для церемонии жертвоприношения. Винси замечает это и принимает решение сбежать с Таней, а не жить вечно с «ледяной королевой». Убегая, Лео, Холли и Таня натыкаются на Зал Огня. Королева предлагает им войти в огненную комнату, затем входит туда первой. Однако вместо обычного для неё продления молодости, она моментально стареет на сотни лет, превращается в иссохшую мумию и умирает. Лео, Холли и Таня благополучно покидают древний мистический город Кор.

## В ролях
В порядке указания в титрах
- Хелен Гаган Дуглас — Она, Хаша-Мо-Теп (Та, Которой Нужно Повиноваться)[2]
- Рэндольф Скотт — Лео Винси
- Хелен Мэк — Таня Дагмор
- Найджел Брюс — профессор Гораций Холли
- Густав фон Сейффертиц — Биллали, Её министр
- Ламсден Хейр[англ.] — Дагмор, проводник
- Сэмьюэл С. Хайндс — Джон Винси
- Ноубл Джонсон — вождь амахаггаров

В титрах не указаны
- Джим Торп — командир стражи
- Рэй «Авария» Корриган — стражник

## Создание и показ
В июле 1932 года Universal Studios приобрела права на роман «Она». Два года спустя RKO Pictures сообщила, что вскоре начнёт съёмки фильма по нему, и этот будет дорогой, в миллион долларов, проект. На главную роль была выбрана известная театральная актриса Хелен Гаган Дуглас — и эта роль осталась единственной в её кинокарьере. В фильма она предстаёт в образе «бессмертной ледяной богини», и именно по этому образу была создана диснеевская Злая королева из известного мультфильма «Белоснежка и семь гномов» (1937). Первоначально на эту роль хотели взять кинозвезду Грету Гарбо, но продюсеру Куперу не удалось уговорить Metro-Goldwyn-Mayer отпустить актрису к нему на один фильм.
Продюсер ленты, Мериан Купер, запретил указывать своё имя в титрах, и позднее назвал эту картину «худшим своим фильмом».
Первоначально фильм планировался в цвете (редкость для того времени), но в последний момент RKO Pictures сократила бюджет вдвое, и поэтому было решено сделать его чёрно-белым. В 2006 году лента была колоризирована компанией Legend Films, работу выполнил известный художник Рэй Харрихаузен.
Мериан Купер рассчитывал на успех «Она» после потрясающего успеха его предыдущего фильма «Кинг-Конг», однако лента в прокате провалилась.
Древняя цивилизация кор изображена в стиле ар-деко с впечатляющими спецэффектами. Действие было перенесено из Африки, как в книге, в Арктическую Сибирь — к середине 1930-х годов уже было создано много приключенческих фильмов, действие которых происходит в Африке, и создатели «Она» решили придумать что-нибудь оригинальное, выделиться.
Премьера фильма в США состоялась 12 июля 1935 года. Затем лента демонстрировалась в кинотеатрах многих стран:
- 1935 год — Аргентина, Япония, Финляндия
- 1936 год — Испания (только в Мадриде), Великобритания, Португалия, Швеция, Венгрия, Мексика, Ирландия
- 1949 год — США (ре-релиз), Дания
- 1950 год — Франция
- 1951 год — Исландия

В ре-релизе 1949 года длина фильма была уменьшена со 101 до 94 минут для того чтобы он органично вписался в т. н. двойной сеанс с лентой «Гибель Помпеи». В этот раз «Она» имела заметно больший успех, чем при премьере 14 лет назад.
Некоторое время «Она» считалась утерянной после пожара в архиве RKO Pictures, но копия нашлась в гараже кинозвезды Бастера Китона. Плёнка была передана коллекционеру и дистрибьютору Реймонду Рохауэру для сохранения.

## Критика
- Журналист Грэм Грин в своей статье для журнала The Spectator положительно отозвался о фильме, но сделал оговорку, что как «нераскаявшийся фанат Хаггарда» он не мог непредвзято написать о нём. Описывая фильм как демонстрацию «истинно мужественных бойскаутских добродетелей», Грин признал, что тот «немного перегружен своей символикой», и в конечном счете охарактеризовал картину как одновременно захватывающую и детскую[11].
- screendeco.wordpress.com. «…визуальный стиль „варварского модерна“ напоминает о влиянии Египта и майя. Добавьте экспрессионизм в стиле «Калигари», который можно увидеть в Зале вечного огня, и вы получите один из самых визуально впечатляющих фильмов, когда-либо снятых RKO с точки зрения сценографии…»[2]

## Признание
- 1936 — номинация на «Оскар» в категории «Лучшая хореография».
- 2005 — публицист Джон Дж. Б. Уилсон включил фильм в свою книгу «Официальный путеводитель по „Золотой малине“[англ.]», указав её в списке «100 самых приятных плохих фильмов, когда-либо снятых»[12].
- 2007 — номинация на «Сатурн» в категории «Лучшее DVD-издание классического фильма».